# Konca Kuriş
Konca Kuriş (Mersin, 16 de octubre de 1961-Konya, 20 de julio de 1999) era una feminista y escritora turca torturada y asesinada por Hezbolá en 1999 tras haber desaparecido un año inexplicablemente.
Tenía cinco hijos y era una devota musulmana. Su padre trabajaba en una ferretería.